# Huevo de la Cruz Roja con retratos

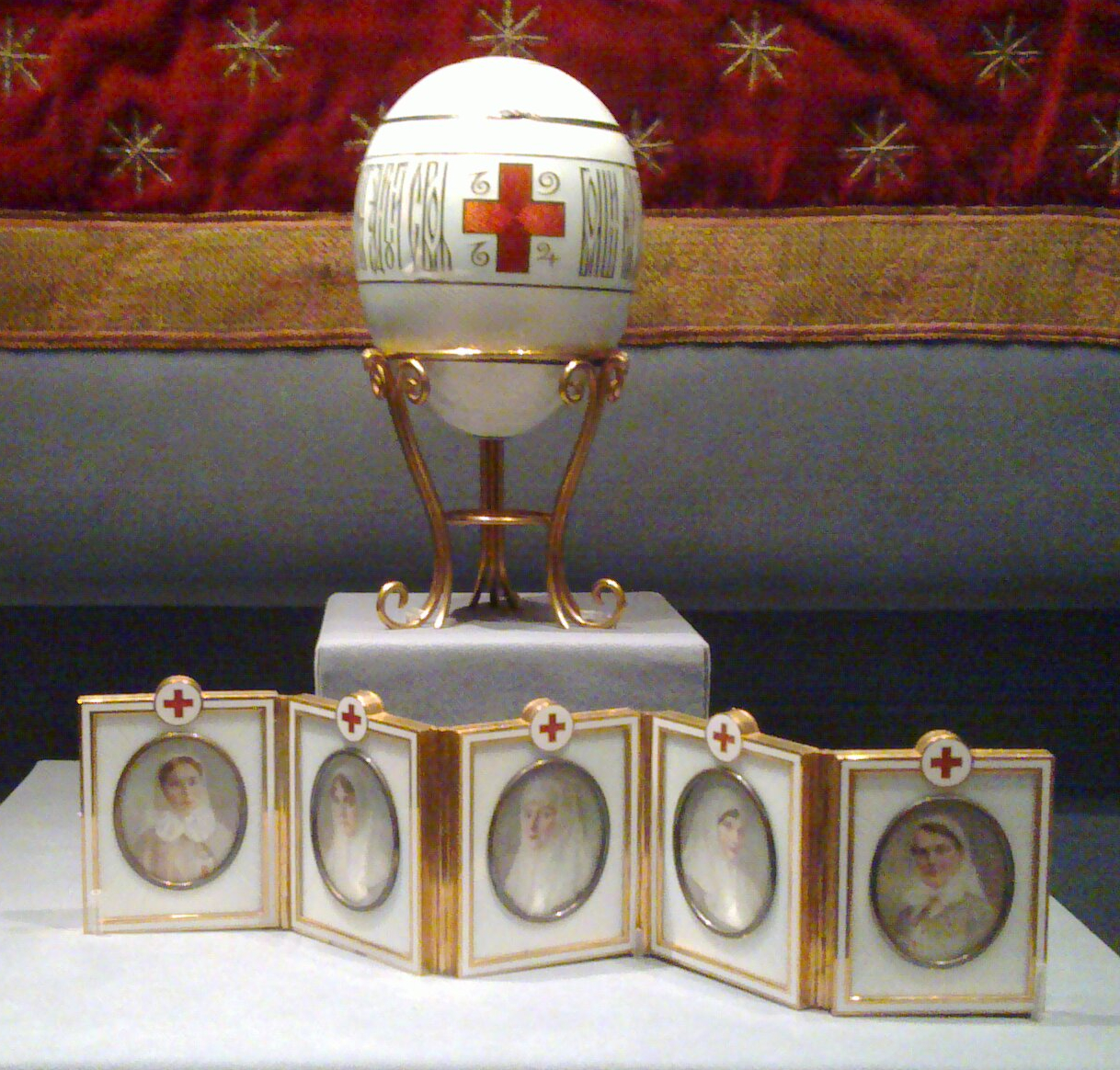
Huevo de Fabergé de la Cruz Roja Imperial.

El Huevo de la Cruz Roja con retratos imperiales o Huevo de Pascua de la Cruz Roja Imperial es un huevo de Pascua enjoyado realizado por Henrik Wigström, bajo la supervisión del joyero Carl Peter Fabergé, en 1915. El huevo fue hecho para el zar Nicolás II, quien se lo regaló a su madre, la emperatriz María Feodorovna.

## Diseño
El huevo fue hecho de plata, con una cáscara rodeada por una serie de bandas horizontales ribeteadas en oro. Cada banda tiene un labrado diferente y todas están cubiertas por esmalte blanco. A cada lado del huevo hay dos cruces en esmalte rojo y en cada una de ellas las fechas "1914" y "1915".
En el exterior del huevo están inscritas las palabras: "Nadie tiene mayor amor que este, que uno ponga su vida por sus amigos". Este verso pertenece al evangelio de San Juan 15:13. El monograma personal de la emperatriz María Feodorovna se puede ver en el lado superior de la cáscara. 
La sorpresa que contiene el huevo es una bisagra en forma de biombo que contiene cinco retratos ovales en miniatura de princesas de la Casa de Romanov como enfermeras. Los retratos pertenecen a la gran duquesa Olga Aleksándrovna (hermana del zar), la gran duquesa Olga Nicolaievna (hija mayor del zar), la emperatriz Alejandra Fiódorovna Románova (esposa del zar), la gran duquesa Tatiana Nicolaievna (segunda hija del zar) y de la gran duquesa María Pavlovna (prima del zar).

## Historia
La madre de Nicolás II, la emperatriz María Feodorovna, sirvió en la Cruz Roja durante la Guerra ruso-turca (1877) y fue presidenta de la misma, desde 1894 hasta su muerte. Cuando el zar le obsequió el huevo a su madre, ella todavía era jefa de la rama rusa de la Cruz Roja Internacional. Al estallar la Primera Guerra Mundial, la zarina Alejandra y sus hijas mayores Olga y Tatiana se inscribieron como enfermeras voluntarias y los palacios imperiales se convirtieron en hospitales provisionales.
Después de la revolución rusa de 1917, la emperatriz huyó de Rusia a Dinamarca abandonando el Huevo de la Cruz Roja Imperial. En 1930, el huevo fue vendido junto a otros huevos imperiales por Antikvariat a las Galerías Armand Hammer de Nueva York. Fue el primero de los cinco huevos Fabergé adquiridos por Lilian Thomas Pratt, esposa del empresario estadounidense John Lee Pratt, en 1933. Después de su muerte, en 1947, su colección Fabergé pasó al Museo de Bellas Artes de Virginia.